# Mosaïque à décor géométrique multiple
La mosaïque à décor géométrique multiple dite aussi mosaïque aux svastikas  est une mosaïque gallo-romaine de grandes dimensions, découverte à Lyon en 1913 sur la colline de Fourvière, dans l'ancien couvent du clos du Verbe-Incarné.

## Découverte

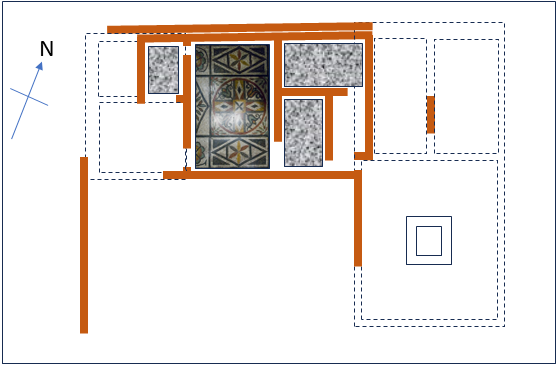
Plan schématique des vestiges gallo-romains trouvés au Clos du Verne-Incarné (Lyon).

L'ancien couvent dit « Clos du Verbe-Incarné » rue Roger-Radisson, sur la colline de Fourvière, est fouillé de 1911 à 1914. Les archéologues retrouvent plusieurs pièces d'une luxueuse domus, au sud du Clos du Verbe incarné,.
Une grande mosaïque au décor géométrique a été mise au jour en juin et juillet 1913, à 3,50 m de profondeur, dans une pièce d'apparat entourée de pièces plus petites, également ornées de mosaïques. La grande mosaïque est découverte assez bien conservée, sauf dans l’angle sud-ouest et la partie sud, avec quelques altérations dans la bordure nord et dans l’intérieur de la surface. Elle est photographiée en l’état avant son extraction. Les autres mosaïques, plus petites, moins belles ou moins bien conservées, sont seulement photographiées puis remblayées sur place.

## Conservation
La mosaïque est achetée par la municipalité de Lyon, qui finance son enlèvement et sa restauration par les mosaïstes Claudius Mora, Bertin et Cancia. Ceux-ci restituent les parties disparues d'après les symétries du dessin, mais changent plusieurs détails de décor dans les bandes verticales et intervertissent les rinceaux des bordures de côtés longs. Cette restauration est jugée excessive par Catherine Balmelle, car ils ajoutent même des motifs de leur cru.
La présentation de la mosaïque ainsi reconstituée est prévue pour l'Exposition internationale urbaine de Lyon de 1914, mais l'événement est prématurement annulé à cause de la guerre. La mosaïque est alors transportée dans l’annexe de la chapelle Saint-Pierre, rattachée au musée Saint-Pierre, puis déposée à un emplacement d'exposition définitif en 1920,.
Elle est transférée au musée gallo-romain de Lyon dès son inauguration en 1975.

## Description

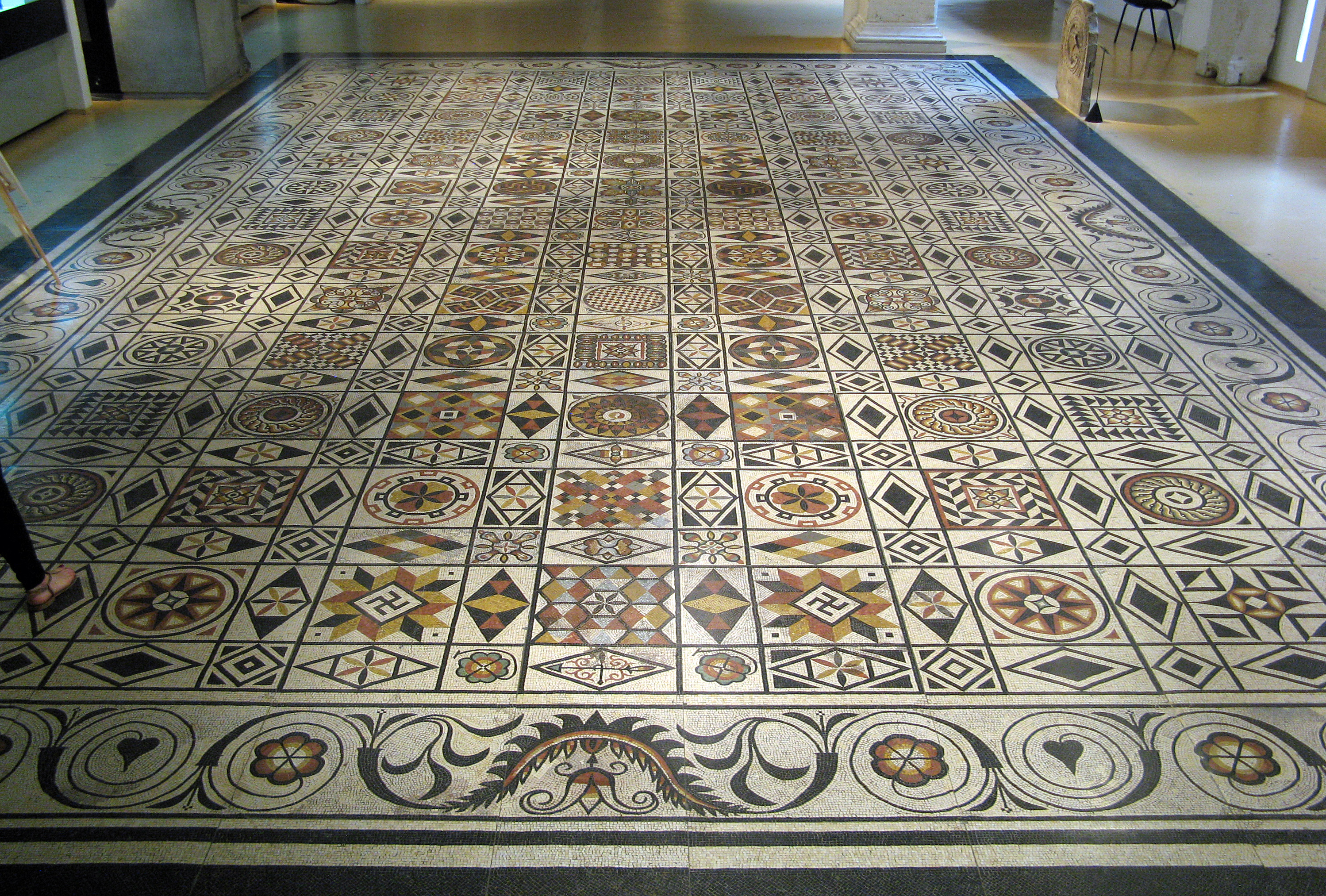
Mosaique à décor géométrique multiple, vue d'ensemble. Musée Lugdunum.

La mosaïque présente l’échantillon le plus remarquable des pavements lyonnais à décor géométrique, selon un canevas en échiquier typique de Lugdunum. Ses motifs, habilement disposés selon Henri Stern, se retrouvent dans d’autres mosaïques de la région lyonnaise.
La mosaïque mesure 11,80 × 7,30 m. Elle est constituée de tesselles  cubiques en calcaire ou en marbre d’un centimètre de côté au maximum, qui combinent des couleurs rouge, jaune, gris, olive, rose et noir sur un fond blanc crème.
La mosaïque est bordée de quatre bandes minces alternativement blanches et noires, cernant une frise de 0,45 m de largeur, ornée de fins rinceaux noirs déroulés à partir d’une touffe d’acanthe stylisée.
Le décor central est un tapis géométrique, divisé en huit bandes étroites verticales et quatorze bandes étroites horizontales remplies de losanges de différents types, qui découpent des carrés sur sept colonnes par treize lignes, soit 91 grands carrés décorés de 51 motifs géométriques différents, alternant des motifs circulaires ou dérivés du cercle avec des motifs carrés ou dérivant du carré, parfois accompagnés d’éléments figuratifs tels que végétaux et fleurons, bipennes, faisceaux de lances et trident, poissons, hirondelles, etc. Une svastika se remarque au centre de quatre carrés. Le carré central est marqué par un motif en croix grecque inscrite dans un cercle, tandis que les motifs des bandes verticales sont disposés symétriquement de part et d’autre du grand axe central.

Détails du décor, la bordure
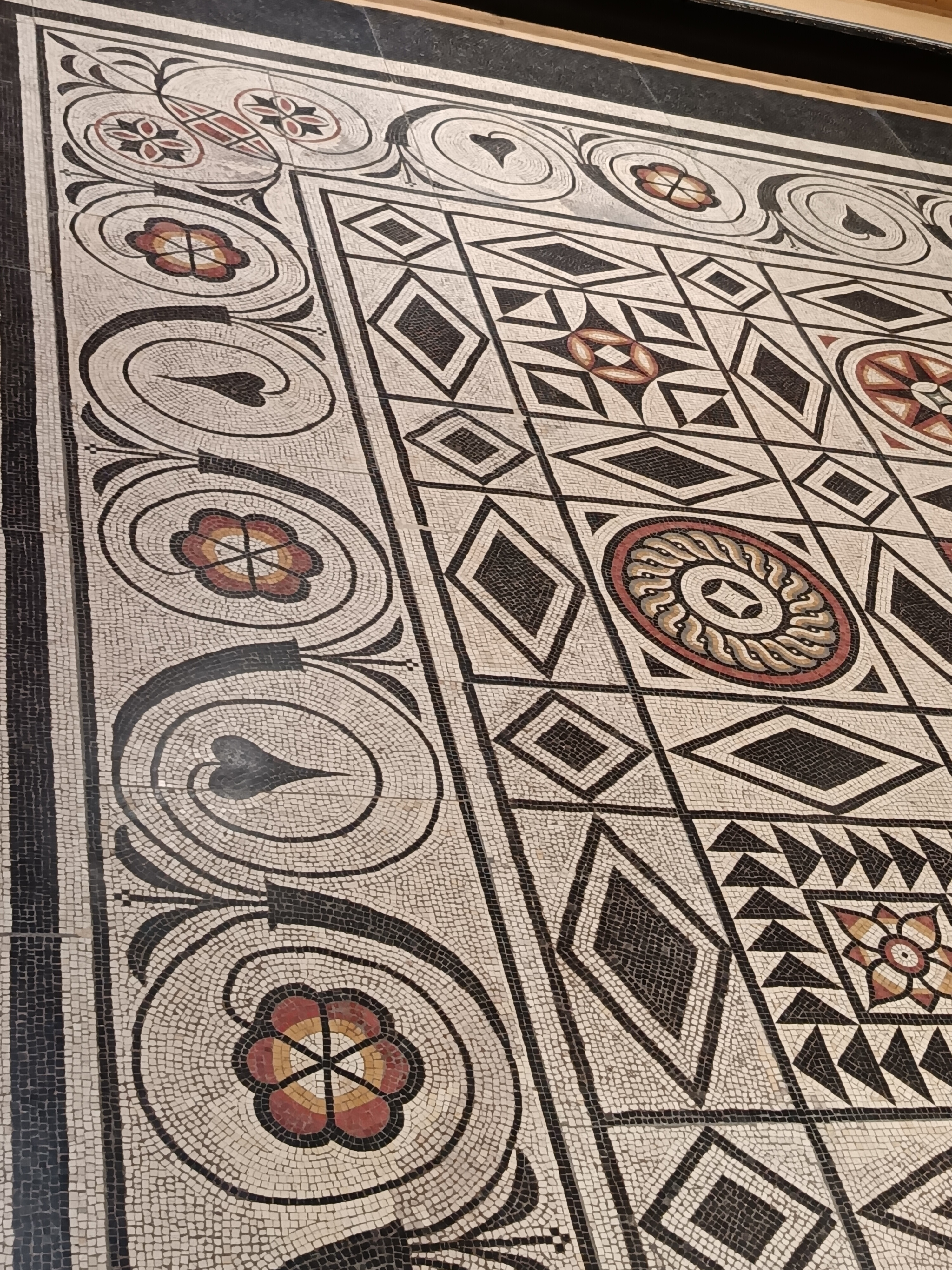
Bordure ornée de rinceaux.
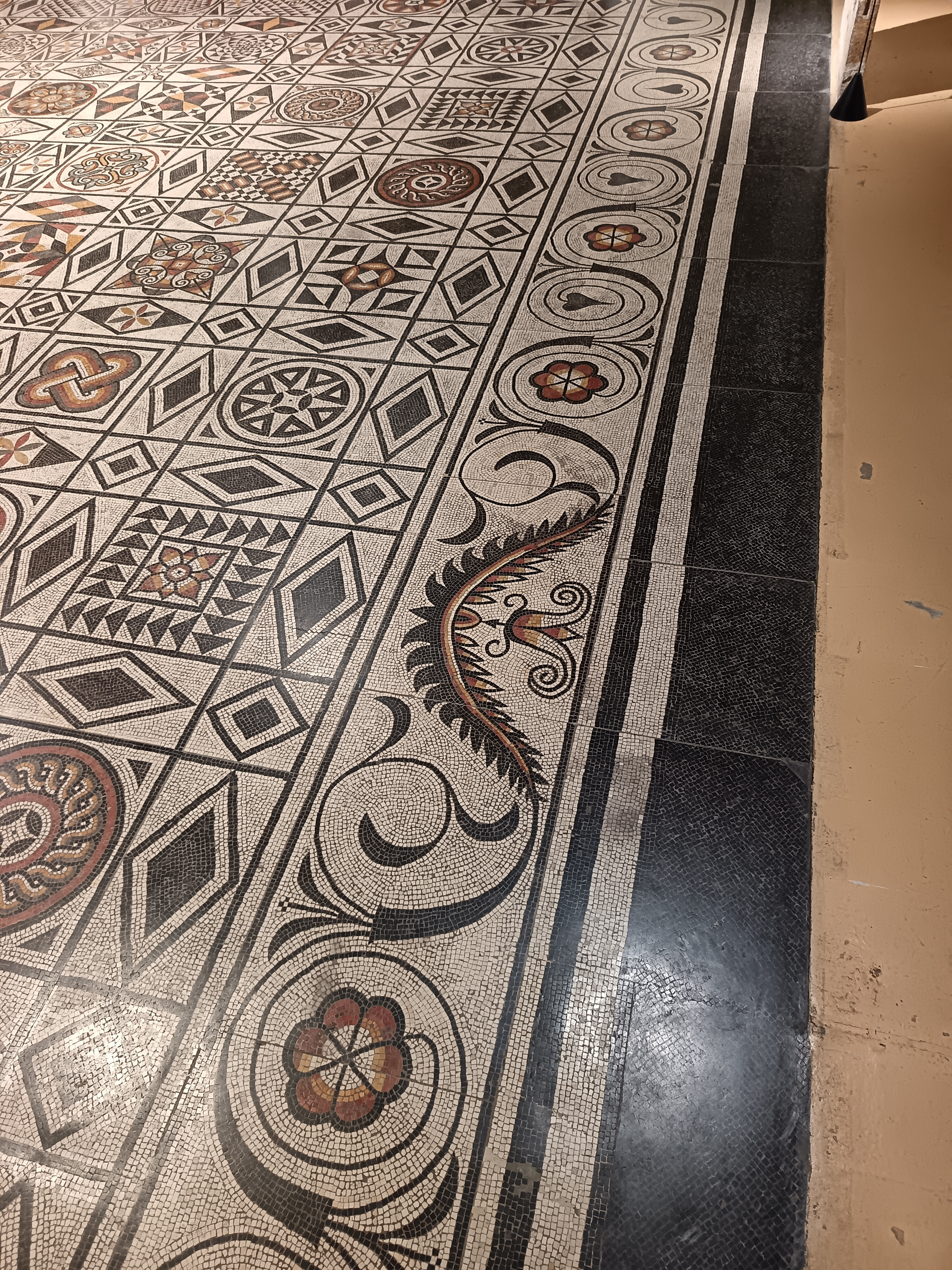
Centre d'un des côtés.
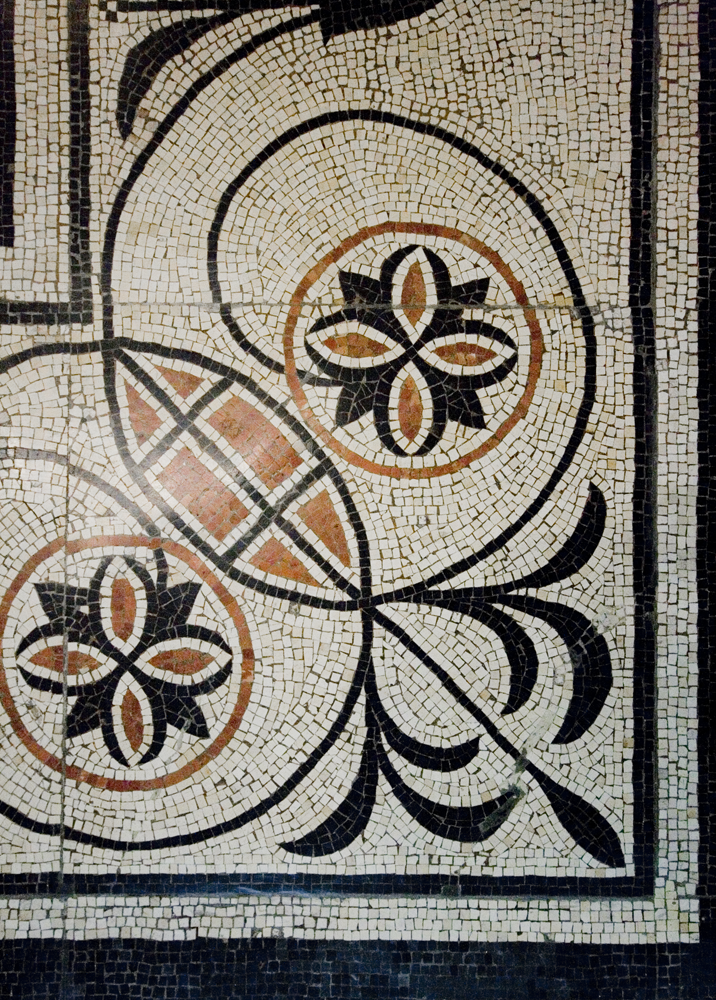
Angle de la bordure en rinceau.

Détails du décor, motifs géométriques des caissons carrés
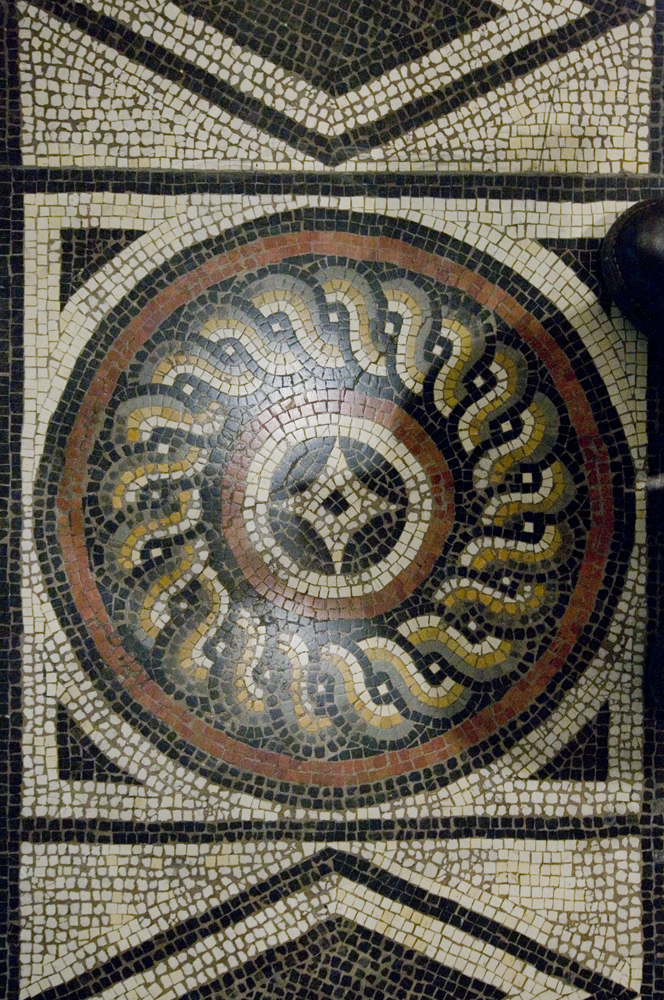
Carré orné d'une torsade en couronne.
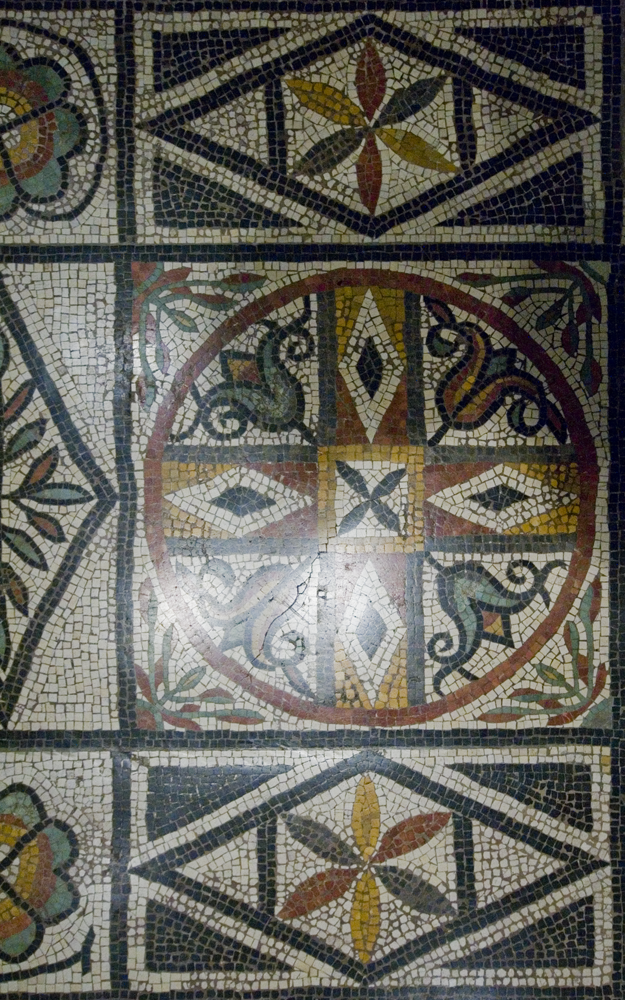
Fleuron central, motif en croix.
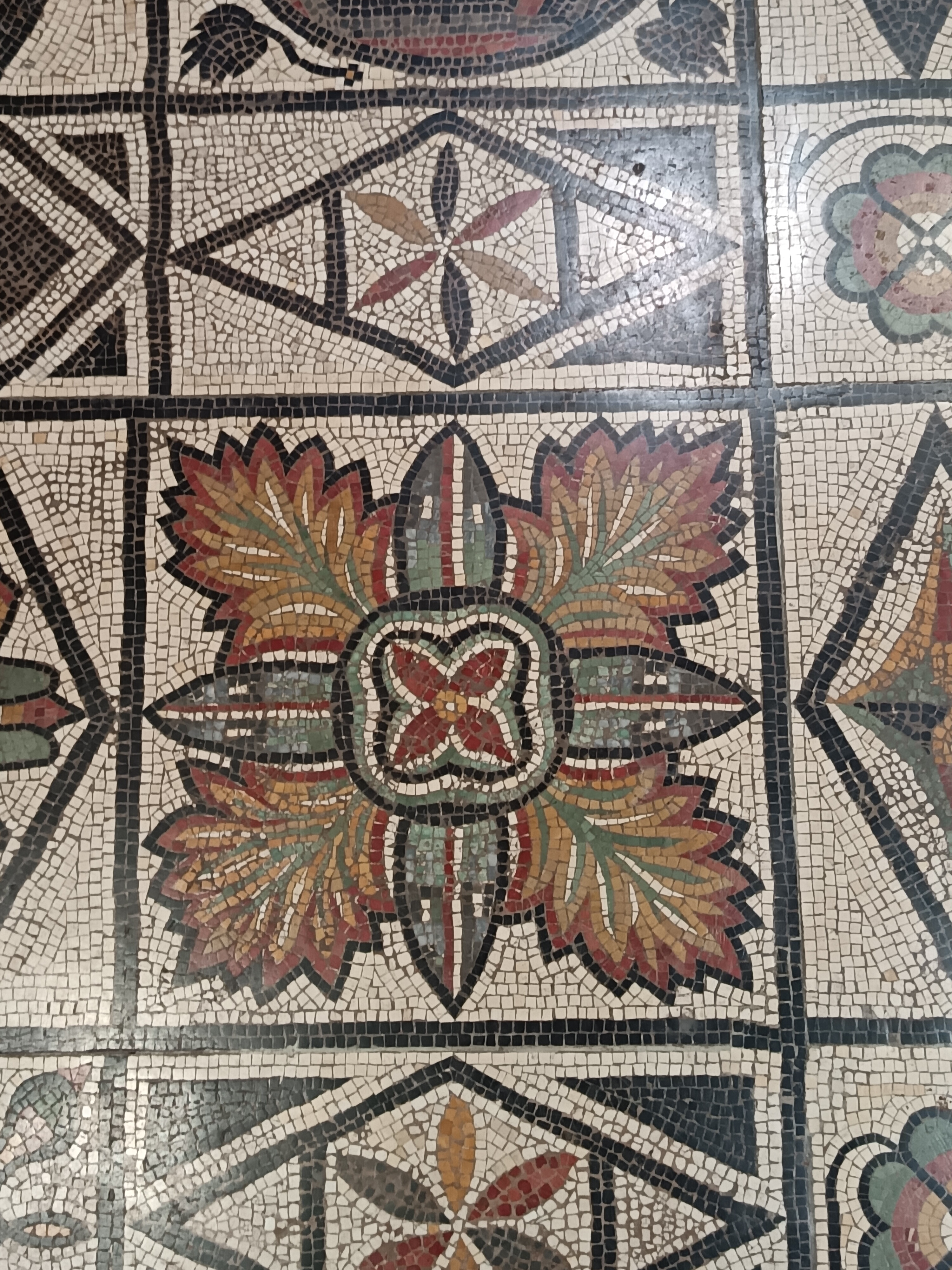
Carré à motif végétal.
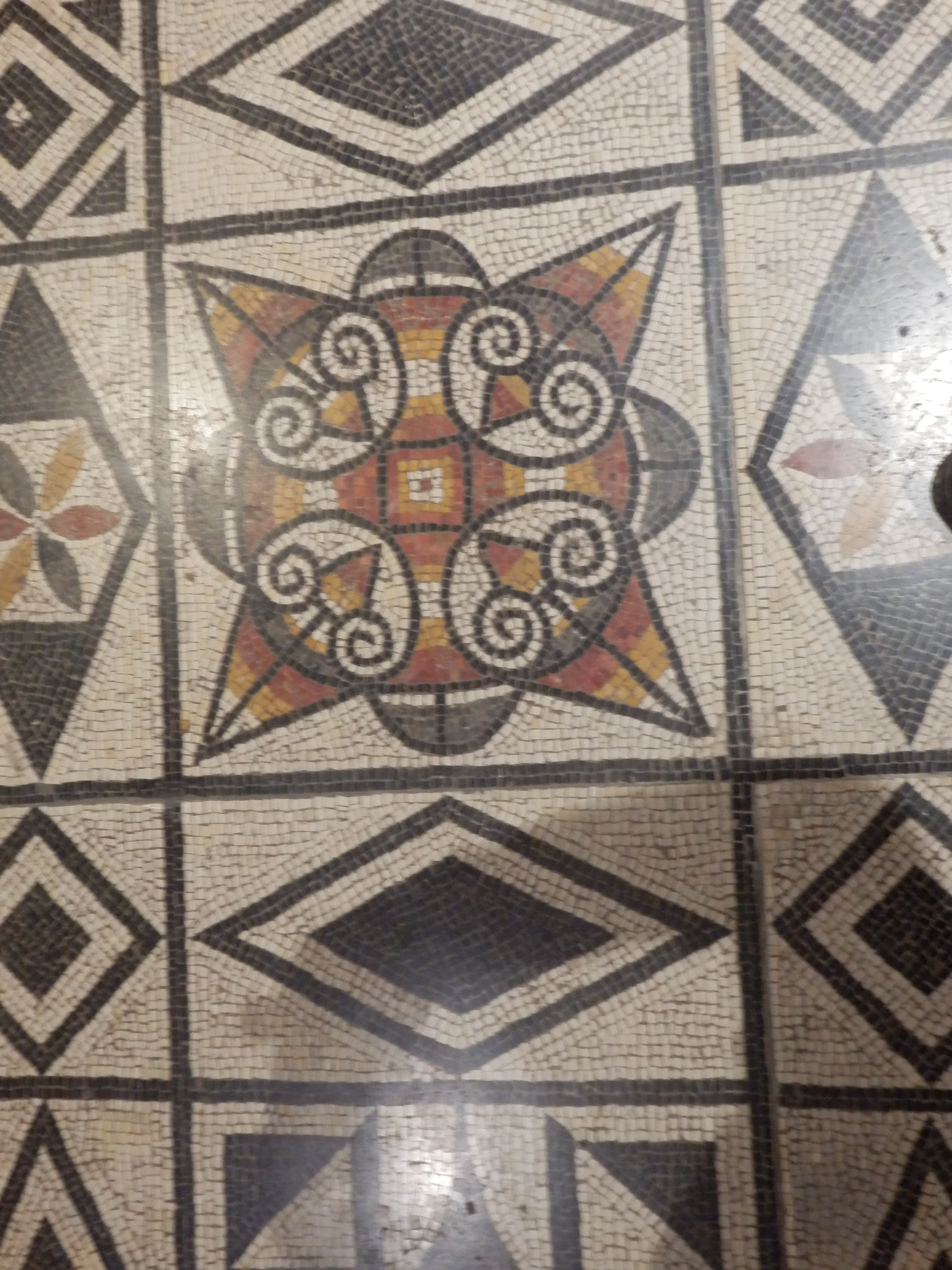
Motif complexe.
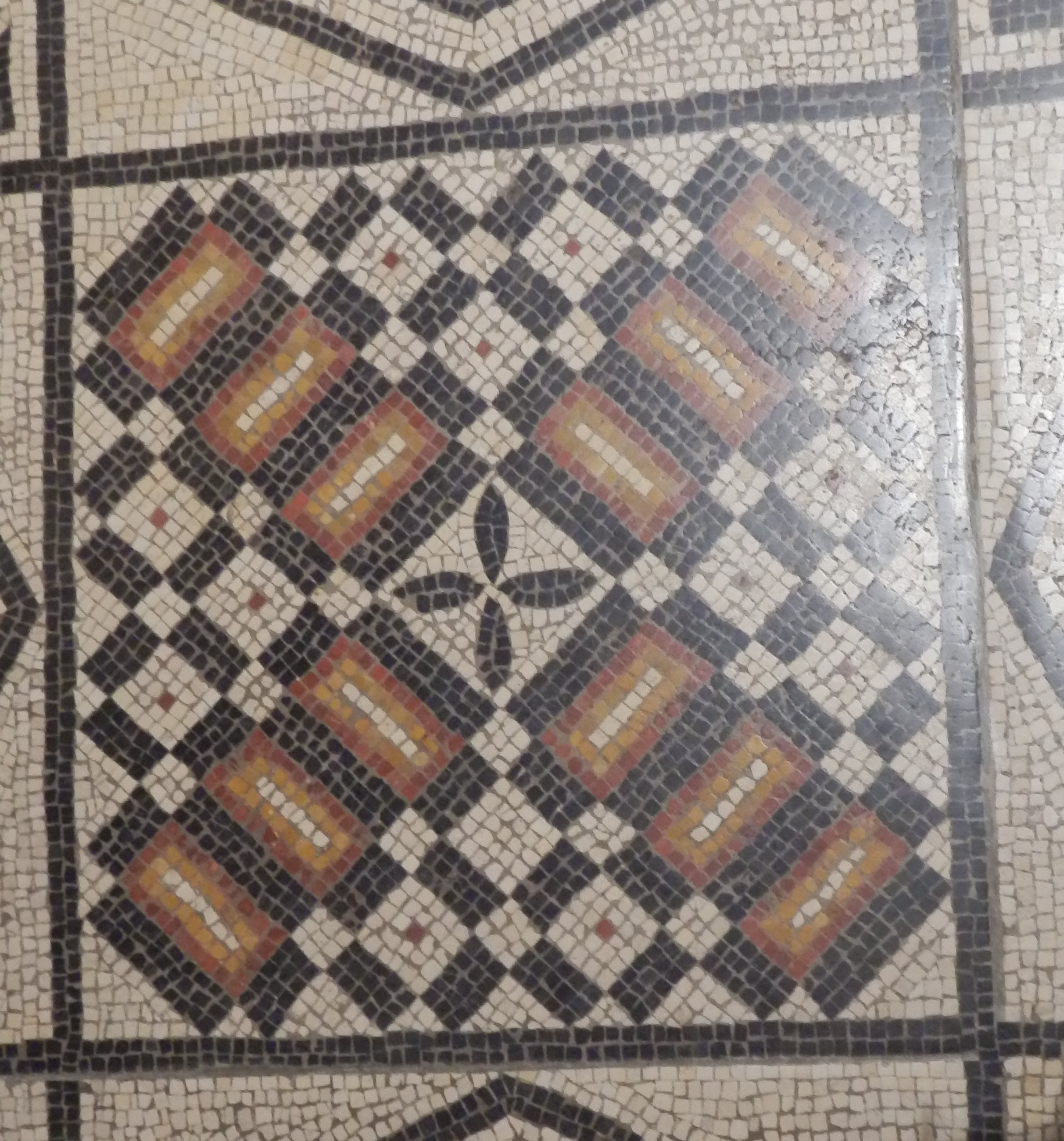
Déclinaison en diagonales.
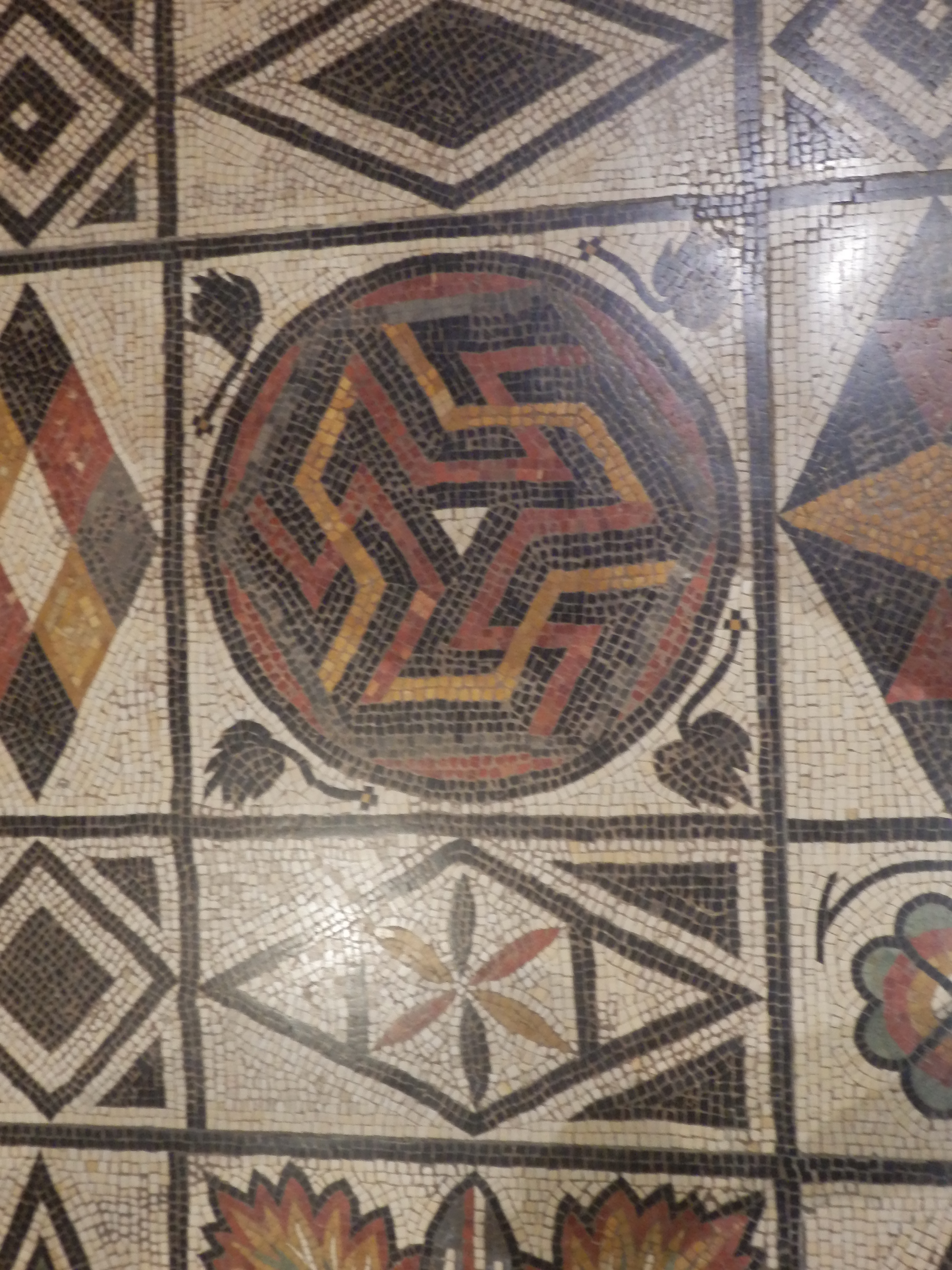
Svastikas encerclées, entourées de feuilles.
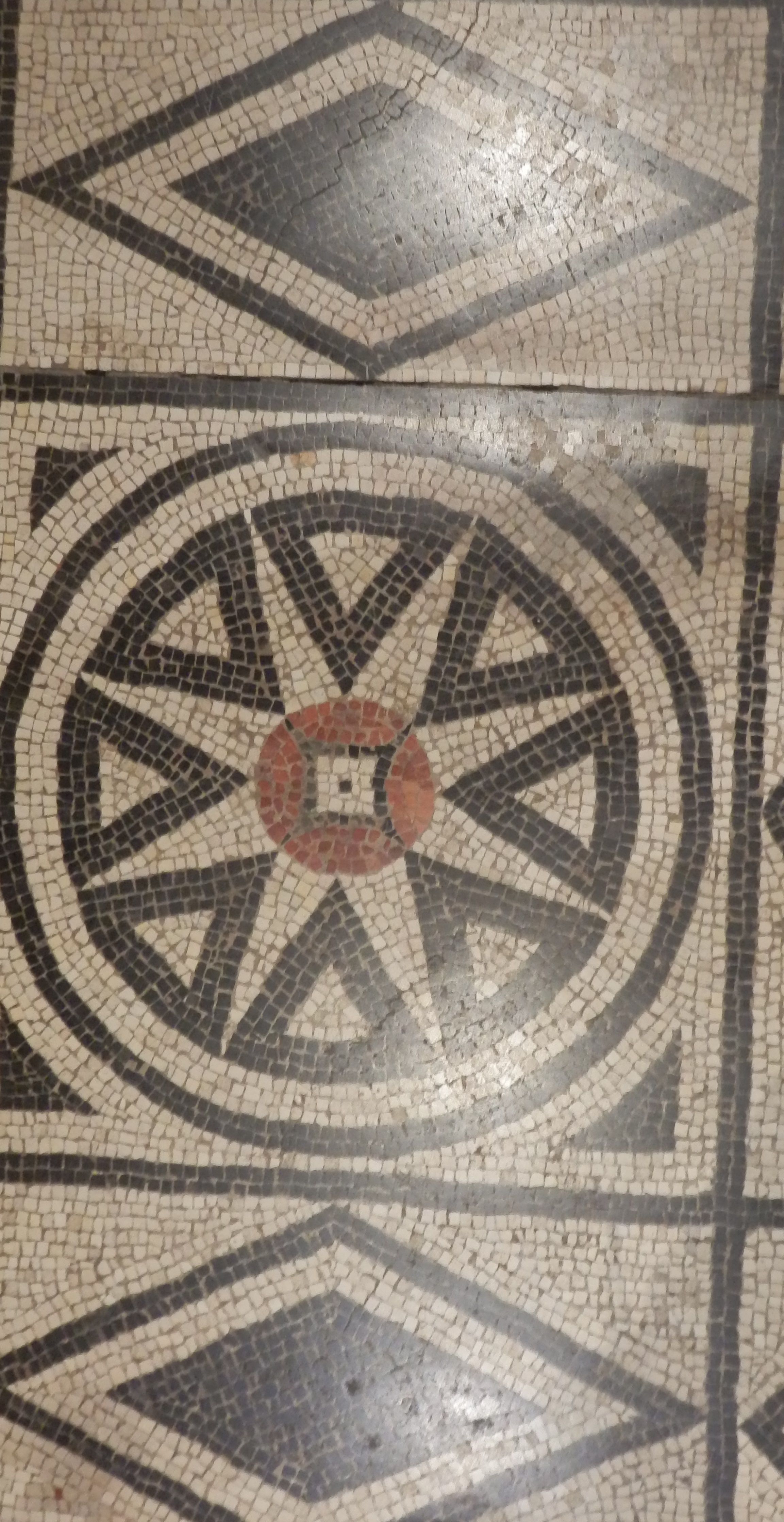
Étoile à huit branches.